# 国歌
国歌是被一个国家的政府正式承认或在传统上被国民使用的、能代表该国家的乐曲，一般都带有爱国主义色彩。世界最古老的國歌制訂於1568年，為荷兰的《威廉颂》，一說是日本的《君之代》，不過大部分的国家的国歌於19世纪和20世纪制訂。

## 使用場合

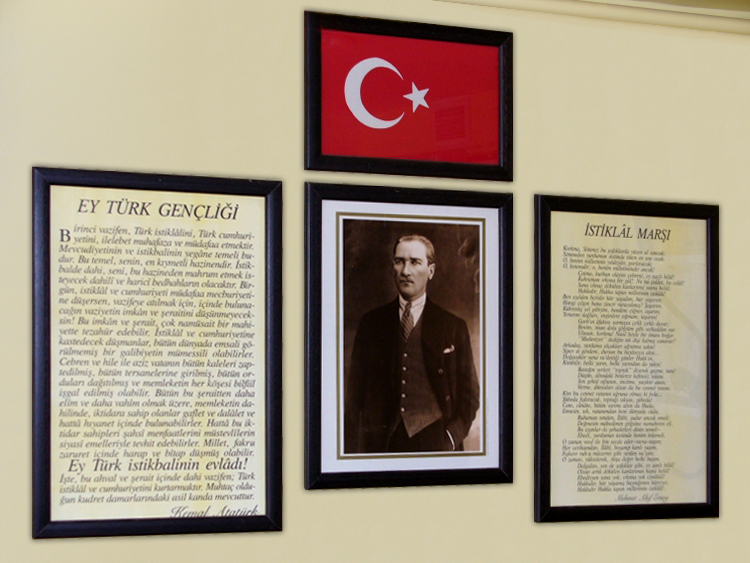
土耳其学校教室中所放置的国歌《独立进行曲》歌词

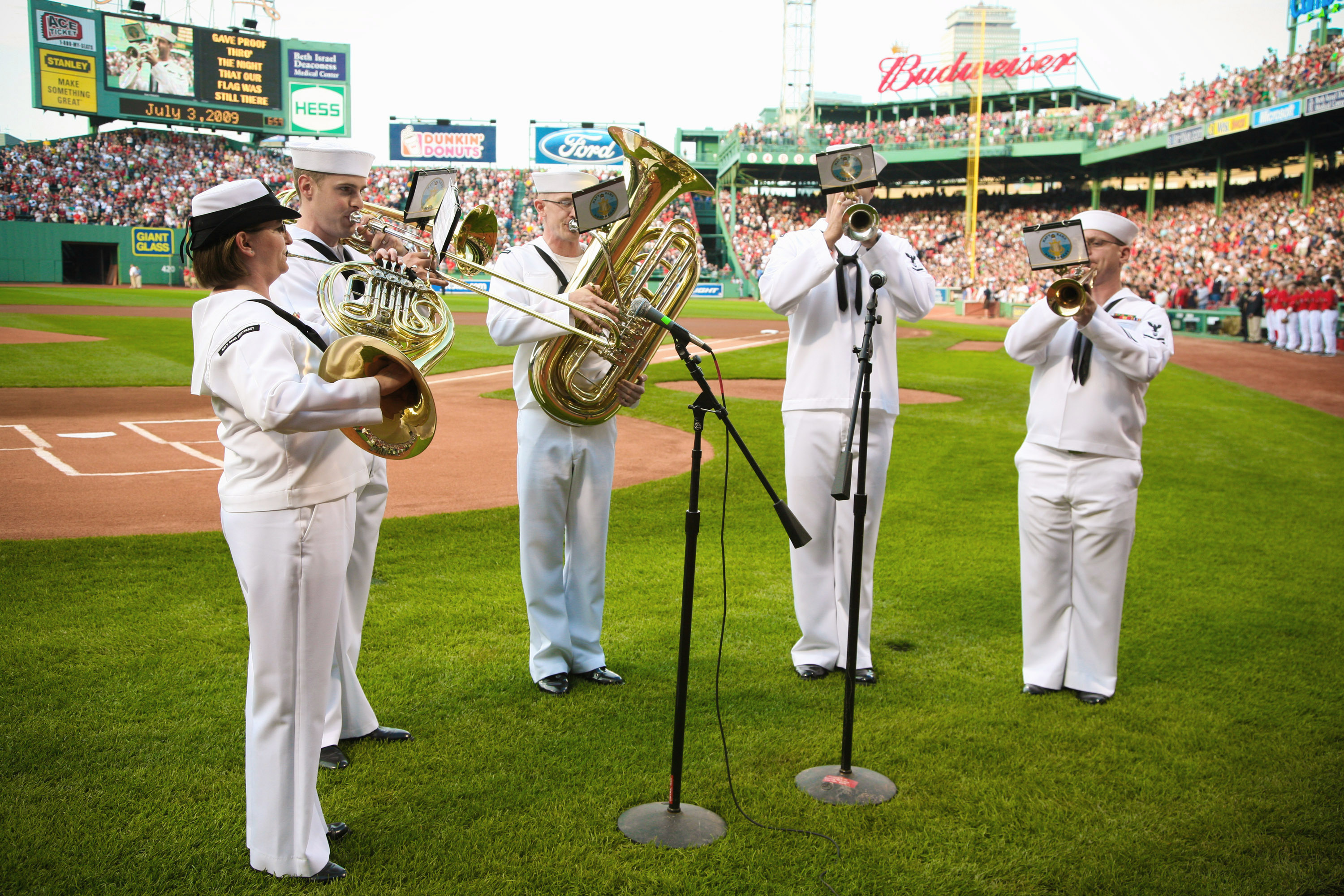
美国海军的乐手在波士顿的棒球比赛前演奏美国国歌

国歌在许多场合被使用，常在国定假日演奏，也常在体育竞赛中使用，以唤起或表达国民的爱国情绪。在升降旗仪式上，国歌通常作为升降国旗时所演奏的乐曲。大部分国家，作为爱国教育的一部分，学校对学生演奏国歌。泰国和中华民国曾规定在剧院或电影院正式放映前应演奏国歌或王室颂歌。在大型国际比赛如足球、橄榄球赛事时通常会演奏双方国歌。中华人民共和国、美国、加拿大等一些国家在本国的体育赛事开赛前也常会演唱国歌。於奥林匹克运动会、世界锦标赛颁发奖牌时，会演奏金牌得主国国歌。
国歌也常用作国家的声音标志使用。国际广播电台用国歌作为台呼音乐并在开播时演奏以方便识别。如加拿大国际广播电台、中国国际广播电台、柏林国际广播电台等即用国歌的前几小节作为台呼。大多数国家电视台或广播电台在清晨开播前和夜间停播后都会演奏国歌。在外交场合，常在欢迎仪式上演奏宾主两国国歌。
国歌演奏时常伴有具体的礼节要求，例如行军礼、起立、脱帽等等，有些国家的领导人甚至在一些场合与到会人员齐唱，在一些国家还要求手抚胸口或鞠躬。在正式的外交场合这些礼节更为严格。

## 制定
相对国旗和国徽，国歌较少在宪法中有所涉及。至今还有一些国家未确定国歌的法律地位。国歌的制定通常选取最为本民族所认同的爱国歌曲，亦有另外创作赞歌，或是为广为流传的爱国诗篇谱曲作为国歌。在使用时通常选取全诗的若干段作为法定国歌歌词。大多数现代国家都制定国歌，仅个别国家例外。阿富汗的塔利班政权由于禁止音乐，因此没有制定国歌（但阿富汗塔利班方面使用這裡是勇士的家園作为非正式的国歌使用）。亦有一些国家存在一首以上的国歌，如 Himnusz（讚美歌）和 Szózat（懇求）在匈牙利通常都被认作国歌。一些前殖民地国家或英联邦国家亦将英国国歌和本国国歌都认作自己的国歌，如加拿大、澳大利亚和新西兰。大多数属地使用宗主国的国歌。
一些国家的国歌虽然制定歌词，但由于政治原因有时会很少演唱歌词。匈牙利國歌因為提及到上帝，在匈牙利人民共和國時期只有演奏而沒唱歌詞；在东德与西德同时加入联合国后，由于語詞「德國」（Deutschland）已從德意志民主共和國憲法除去，因此在正式場合僅演奏國歌歌曲，不唱國歌歌詞。两德统一后，歌词才得以重唱。中华人民共和国国歌《义勇军进行曲》词作者田汉曾被打为“右派”，因政治因素在“文化大革命”期间，乐队演奏《义勇军进行曲》时只奏乐不唱歌词。1978年，《义勇军进行曲》被重新填词，但重填的歌词并不是原歌词，直至1982年才恢复原歌词。苏联国歌由于斯大林1953年去世後在蘇共二十大上受到赫魯雪夫的批判，歌頌他的歌詞亦無法被接受，因而廢棄不唱，直至1977年被修改歌词。
虽然国歌通常以该国家的一种主要语言演唱，但也有一些例外的情况。在拥有不止一种官方语言的国家，通常有不同语言的歌词。例如瑞士国歌具有四种官方语言的歌词（法语、德语、意大利语、罗曼什语），芬兰国歌也有两种官方语言的歌词（芬兰语和瑞典语），加拿大国歌有两种内容不同的歌词（英语和法语）并且有时会交替演唱。斯里兰卡国歌以僧伽罗语写成，但泰米尔语的译词在泰米尔人聚集区广泛使用。南非国歌是罕见的一首里出现五种语言的国歌。新西兰的国歌之一《上帝保佑新西兰》通常先以毛利语，后以英语演唱，并且歌词内容不尽相同。

## 風格
世界各国的国歌由于历史背景相似或地域相近的缘故通常具有以下几种音乐风格：
| 分类     | 描述 | 示例                                                                             |
| -------- | --- | -------------------------------------------------------------------------------- |
| 史诗音乐 | 大多数拉丁美洲国家具有较长的国歌，歌词内容多是叙事诗风格，歌颂本国独立的历史，通常只有有限的几段作为正式段落演唱。在音乐上常出现歌剧风格，通常具有较快和较慢两个部分，在调式上也往往多变。 | 例如阿根廷、厄瓜多尔、萨尔瓦多、洪都拉斯和乌拉圭的国歌。                         |
| 颂歌     | 历史最悠久的国歌种类，通常多见于传统的君主制国家和它们的殖民地地区。 | 例如日本《君之代》、英国《天佑吾王》、德国《德意志之歌》、加拿大《啊，加拿大》。 |
| 进行曲   | 通常见于非君主制的欧洲国家，也常被社会主义国家所使用。内容常与战争或革命有关。 | 例如法国《馬賽曲》、中华人民共和国《义勇军进行曲》和越南《進軍歌》。             |
| 民族音乐 | 通常来自于民歌，有些使用该国家的传统调式。 | 例如印度、肯尼亚、斯威士兰和塞内加尔的国歌。                                     |
| 号角音乐 | 多见于波斯湾沿岸的阿拉伯国家，长度较短，也较少有歌词。 | 例如巴林国歌和科威特、卡塔尔的前国歌。                                           |

## 作者

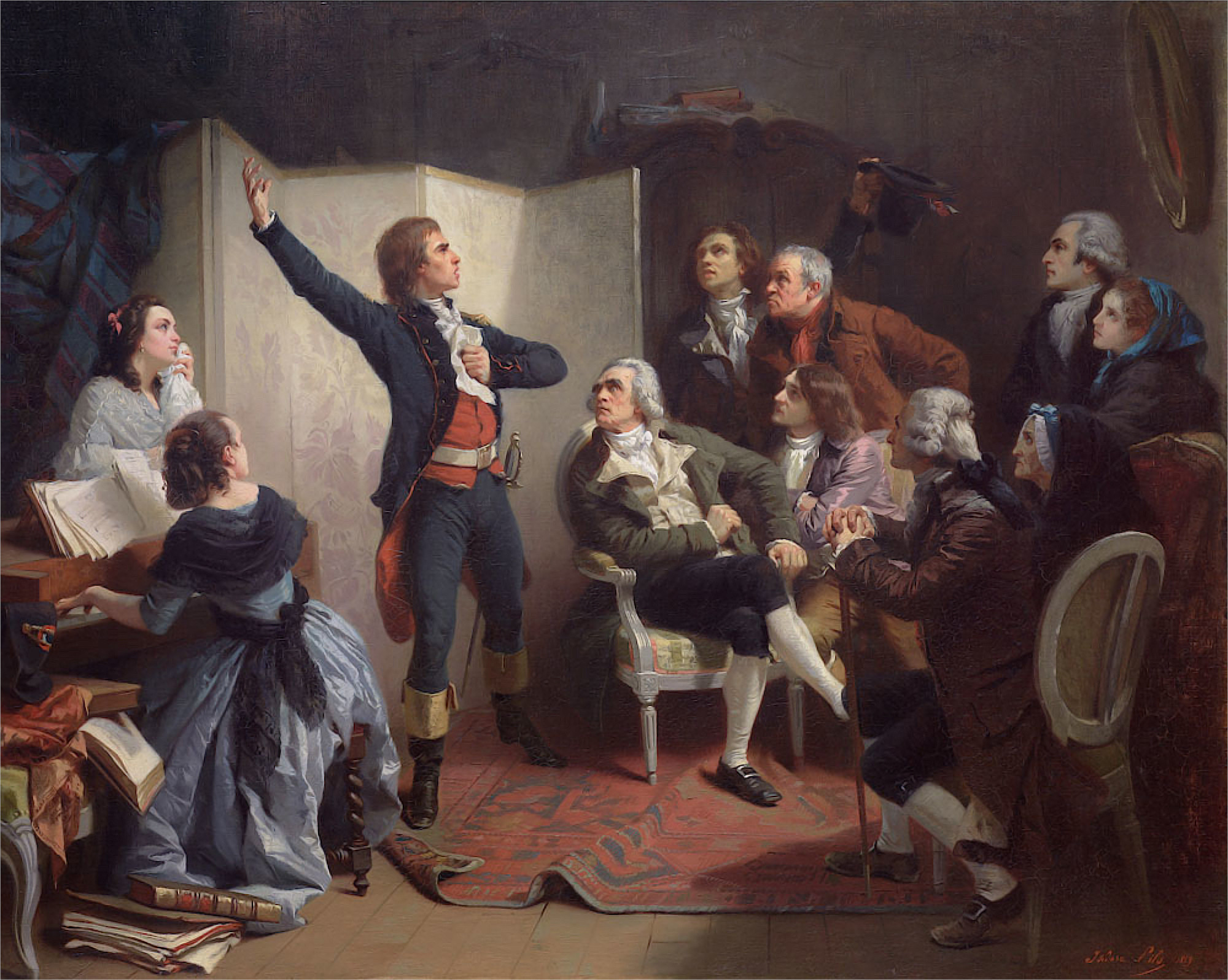
鲁日·德·李尔首次演唱马赛曲

大多数著名国歌的谱曲者并不为人所熟悉。英国国歌《天佑吾王》的作者至今未知。只有很少国家的国歌是由著名的作曲家写成的，如德国的国歌《德意志之歌》使用的是海顿所谱写的旋律，奥地利的国歌《山的土地，河的土地》通常被认为是莫扎特所作。
少部分国歌的歌词是由诺贝尔文学奖得主创作的。1903年的得主比约恩斯彻纳·比昂松是挪威事實上的国歌《对！我们热爱祖国》的词作者。
而1913年的得主羅賓德拉納特·泰戈爾曾为印度和孟加拉国国歌作词。这也是少见的一人为两个国家撰写国歌歌词的情况。
但甚至也有同一套作詞作曲的班子創作兩國國歌的例子。除去兩國國歌相同的狀況外，巴拉圭與烏拉圭國歌就有同一位作詞者（F. A. de Figueroa）和同一位作曲者（Debály F. J.），而音樂形式竟然有所不同。
清朝外派大臣李鴻章訪問歐洲時，各國代表輪流唱國歌。當時中國未有國歌，所以找了一首王建的七绝诗加以改编，后来成为清朝对外场合之代国歌。称《李中堂乐》。李鴻章大概是即場「杜撰」「國歌」的第一人。

## 國歌之最
| 头衔                           | 国家                                                                                        | 国歌名称                                               | 备注 |
| ------------------------------ | ------------------------------------------------------------------------------------------- | ------------------------------------------------------ | --- |
| 最古老（最早制订）             | 荷蘭                                                                                        | 《威廉颂》                                             | 1568年被制定为国歌。 |
| 最长                           | 乌拉圭                                                                                      | 《東岸人民，无祖國毋宁死》                             | 長105小节（歷時長五分鐘）。 |
| 最短、歌词最古老               | 日本                                                                                        | 《君之代》                                             | 长11小节。歌词最早出现在平安时代（794年-1185年）的《古今和歌集》里。 · 《君之代》 |
| 歌词最多                       | 希腊                                                                                        | 《自由颂》                                             | 長158段，但實際上只有前兩段被正式訂為國歌歌詞。 |
| 使用最多語言                   | 南非                                                                                        | 《南非國歌》                                           | 歌詞使用了南非最常用的五種語言：科薩語（第一節前兩行）、祖魯語（第一節後兩行）、塞索托語（第二節）、南非語（第三節）以及英語（第四節）。 · 《南非國歌》 |
| 许多国家 作为皇室 颂歌         | 英国 · 新西兰 · 加拿大 · 澤西 · 根西 · 巴哈马 · 格瑞那達 · 牙买加 · 圣基茨和尼维斯 · 马恩岛 | 《天佑國王》                                           | 英国国歌为《天佑国王》（女性君主在位時則為《天佑女王》），而英国君主同时也是除英国及其海外领土和皇家属地以外其他14个国家的君主，因而《天佑国王》为英国及其海外领土和皇家属地、澳大利亚、新西兰、巴哈马、伯利兹、加拿大、格瑞那達、牙买加、圣基茨和尼维斯、图瓦卢、马恩岛等的皇室颂歌。 · 《天佑國王》 |
| 旋律相同 或相近                | 英国                                                                                        | 《天佑國王》                                           | 为被借用最多的国歌旋律。1745年第一次演奏，1825年公订为国歌。列支敦士登与挪威的王室颂歌至今仍使用该旋律。瑞士、沙俄以及其他20多个国家都曾使用过此曲谱。 |
| 旋律相同 或相近                | 希腊 · 賽普勒斯                                                                             | 《自由颂》                                             | 亦为塞浦路斯国歌。 《自由颂》 |
| 旋律相同 或相近                | 土耳其 · 北賽普勒斯                                                                         | 《独立进行曲》                                         | 亦为北塞浦路斯国歌。 · 《独立进行曲》 |
| 旋律相同 或相近                | 芬兰 · 爱沙尼亚                                                                             | 《我们的国家》                                         | 创作于1848年，爱沙尼亚使用其旋律但调式略有不同。 · 《我們的國家》 · 《我的土地，我的歡愉》 |
| 旋律相同 或相近                | 南非 · 坦桑尼亚 · 尚比亞                                                                    | 《天佑非洲》                                           | 南非國歌的第一段、坦桑尼亚及赞比亚國歌均使用这一非洲著名歌曲的旋律。 |
| 仅有旋律 沒有歌詞              | 西班牙                                                                                      | 《皇家進行曲》                                         | 原是首軍樂，无歌词，後來成為西班牙國歌。在佛朗哥时期曾被填词，佛朗哥时期结束后，原歌词被废除。政府曾于2008年1月计划重新填词，但在征集歌词结束后由于公众的争议，计划被撤销。 · 《皇家進行曲》 |
| 仅有旋律 沒有歌詞              | 圣马力诺                                                                                    | 《共和国国歌》                                         | 改编自10世纪赞美歌，没有官方歌词。诺贝尔文学奖得主焦苏埃·卡尔杜奇为其填词，但未获圣马力诺政府采纳。 |
| 仅有旋律 沒有歌詞              |                                                                                             | 《波斯尼亚和黑塞哥维那国歌》                           | 原国歌《统一的国家》由于未顾及当地少数民族塞尔维亚人和克罗地亚人而于1998年废除，改由新作曲、未填词的国歌取代。 |
| 仅有旋律 沒有歌詞              | 科索沃                                                                                      | 《歐羅巴洲》                                           | 科索沃当局因考虑到国内种族多元因素而决定不为国歌填词。 |
| 由一首以上歌曲组成             | 南非                                                                                        | 《南非國歌》                                           | 在1994年至1997年期間，《天佑非洲》（非國大的黨歌）與《南非的呼唤》（1957年至1994年間的南非国歌）均作为国歌。1997年起，南非政府將兩首歌曲的修改版本合併成現今的《南非國歌》。 |
| 由一首以上歌曲组成             | 捷克斯洛伐克                                                                                | 《何處是我家？》 《塔特洛山上电光闪闪》                | 由捷克国歌和斯洛伐克国歌组成。 |
| 由一首以上歌曲组成             | 南斯拉夫王國                                                                                | 《南斯拉夫王国国歌》                                   | 由塞尔维亚国歌《正義的上帝》、克罗地亚国歌《我们美丽的祖国》以及斯洛文尼亚的前国歌《前进，光荣的旗帜》构成。 |
| 同时为两个国家的国歌作词／曲者 | 印度 ·                                                                                      | 《人民的意志》及《金色的孟加拉》                       | 两首国歌皆以孟加拉语创作，由罗宾德拉纳特·泰戈尔作词兼谱曲。 · 《人民的意志》 · 《金色的孟加拉》 |
| 同时为两个国家的国歌作词／曲者 | 巴拉圭 · 乌拉圭                                                                             | 《巴拉圭人，无共和毋宁死》及《東岸人民，无祖國毋宁死》 | 两首国歌皆以西班牙语创作，由弗朗西斯科·阿库尼亚·德·菲格罗阿作词、弗朗西斯科·何塞·德巴利谱曲。 |